# Kris Wilson
Kristopher Kris Wilson (Harrisburg, 22 agosto 1981) è un giocatore di football americano statunitense è attualmente free agent.

## Carriera universitaria
Ha giocato con i Pittsburgh Panthers squadra rappresentativa dell'università di Pittsburgh.

## Carriera professionistica

### Kansas City Chiefs
Al draft NFL 2004 è stato selezionato come 61a scelta dai Kansas City Chiefs. Ha debuttato nella NFL il 19 dicembre 2004 contro i Denver Broncos indossando la maglia numero 84. Con i Chiefs ha trovato pochi spazi, e dopo quattro stagioni è passato ai Chargers.

### Philadelphia Eagles
Una piccola parentesi senza mai scendere in campo.

### San Diego Chargers
Firma con i Chargers per due anni. Ha indossato la maglia numero 88. Nei suoi primi due anni non ha mai giocato da titolare poi nella stagione 2010 dopo aver rifirmato per altri due anni, ha trovato più spazio giocando 7 partite da titolare, ha saltato due partite a causa di un infortunio alla schiena. Il 28 luglio 2011 viene svincolato.

### Baltimore Ravens
L'8 agosto 2011 ha firmato con i Ravens come tight end di rincalzo, ha scelto il numero di maglia 87.

## Vittorie e premi
Nessuno.

## Statistiche
| Partite totali             | 97  |
| Partite totali da titolare | 30  |
| Yard su ricezione          | 446 |
| Touchdown su ricezione     | 5   |